# Jesús Blanco
Jesús Blanco (ur. 18 listopada 1946) – argentyński zapaśnik walczący w obu stylach. Olimpijczyk z Monachium 1972, gdzie zajął osiemnaste miejsce w stylu klasycznym i w stylu wolnym. Walczył w wadze średniej.
Piąty na igrzyskach panamerykańskich w 1971 roku.

## Letnie Igrzyska Olimpijskie 1972
| Konkurencja           | Rundy eliminacyjne | Rundy eliminacyjne   | Klas. końcowa |
| Konkurencja           | Przeciwnik I       | Przeciwnik II        | Miejsce       |
| --------------------- | ------------------ | -------------------- | ------------- |
| 82 kg styl klasyczny. | Ali Yağmur (TUR) P | Jay Robinson (USA) P | 18.           |

| Konkurencja       | Rundy eliminacyjne       | Rundy eliminacyjne   | Klas. końcowa |
| Konkurencja       | Przeciwnik I             | Przeciwnik II        | Miejsce       |
| ----------------- | ------------------------ | -------------------- | ------------- |
| 82 kg styl wolny. | Jimmy Martinetti (SUI) P | Vasile Iorga (ROU) P | 18.           |